# NGC 681
NGC 681 (auch Kleine Sombrerogalaxie) ist eine Balken-Spiralgalaxie vom Hubble-Typ SBab im Sternbild Walfisch südlich der Ekliptik. Sie ist schätzungsweise 79 Millionen Lichtjahre von der Milchstraße entfernt und hat einen Durchmesser von etwa 65.000 Lichtjahren. Gemeinsam mit NGC 701, IC 1738 und PGC 6667 bildet sie die PGC 6667-Gruppe.
Das Objekt wurde am 28. November 1785 von dem deutsch-britischen Astronomen Wilhelm Herschel entdeckt.